# Bezirksgemeinde Varakļāni
Die Bezirksgemeinde Varakļāni (lettisch: Varakļānu novads) war ein Verwaltungsbezirk im Osten Lettlands in der Region Lettgallen. Er bestand seit 2009 als Verwaltungsgemeinschaft der Stadt Varakļāni mit zwei angrenzenden Gemeinden, nämlich mit der Gemeinde Murmastiene und der Landgemeinde Varakļāni (lettisch: Varakļānu pagasts) bis zum 30. Juni 2025.
Am 13. Juni 2024 beschloss die Saeima, dass der Bezirk Varakļāni in die Bezirksgemeinde Madona eingegliedert wird. Die Kommunalwahl am 7. Juni 2025 wurde bereits gemäß den neuen Grenzen abgehalten.

## Geschichte
Die Gegend um Varakļāni war seit den Eroberungen des Schwertbrüderordens im Baltikum im Besitz der Familie Tiesenhausen, ab 1483 im Besitz der Familie von der Borch.

## Bevölkerung
2022 waren in der Bezirksgemeinde Varakļāni insgesamt 2868 Einwohner gemeldet, davon 1677 in der Stadt Varakļāni, 617 in der Gemeinde Murmastiene und 570 in der Landgemeinde Varakļāni mit dem Hauptort Stirniene.
Bei der Volkszählung im Jahre 2011 erklärten sich 93,3 % der Bewohner der Bezirksgemeinde als ethnische Letten, 4,9 % gaben an, der russischen Minderheit anzugehören, und 1,8 % anderen ethnischen Minderheiten.

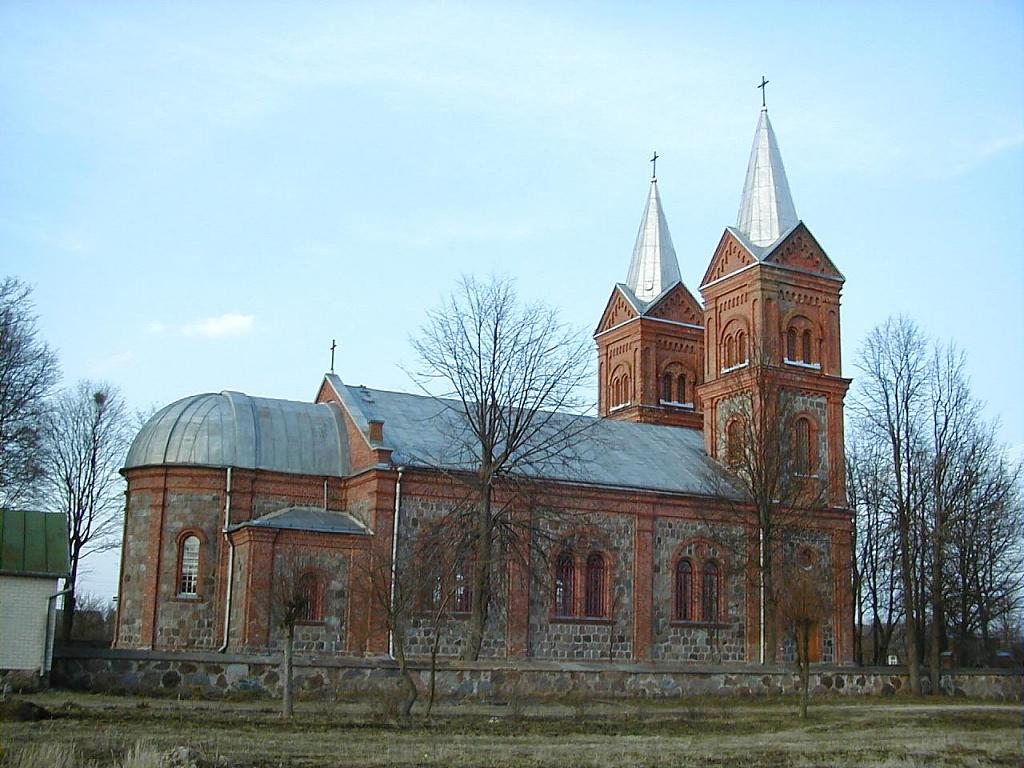
Katholische Kirche St. Laurenz in Stirniene, Landgemeinde Varakļāni (Varakļānu pagasts)